# Comté de Mingo
Le comté de Mingo est situé dans l’État de Virginie-Occidentale, aux États-Unis. Il comptait 23 568 habitants en 2020. Son siège est Williamson. 
Comté le plus récent de Virginie-Occidentale de par sa création en 1895, il est nommé d'après la tribu iroquoise des Mingos qui peuplait autrefois la région. 

## Géographie

### Principales villes
- Delbarton
- Gilbert
- Kermit
- Matewan
- Williamson

### Comtés limitrophes
| Comté de Wayne                                      | Comté de Lincoln | Comté de Logan                                 |
| Comté de Martin (Kentucky) Comté de Pike (Kentucky) | comté de Mingo   | Comté de Wyoming                               |
|                                                     |                  | Comté de McDowell Comté de Buchanan (Virginie) |

## Démographie

Pyramide des âges du comté de Mingo (2000).

Lors du recensement de 2020, le comté comptait une population de 23 568 habitants. 
| Groupes           | Comté de Mingo | Virginie-Occidentale | États-Unis |
| ----------------- | -------------- | -------------------- | ---------- |
| Blancs            | 95             | 89,8                 | 61,6       |
| Autres            | 0,3            | 1,6                  | 14,7       |
| Afro-Américains   | 1,7            | 3,7                  | 12,4       |
| Métis             | 2,8            | 4,7                  | 10,2       |
| Amérindiens       | 0,2            | 0,2                  | 1,1        |
| Total             | 100            | 100                  | 100        |
|                   |                |                      |            |
| Latino-Américains | 0,7            | 1,9                  | 18,7       |

## Politique
De forte tradition sécessionniste comme le comté voisin de Logan dont il est issu, le comté de Mingo est resté pendant longtemps l'un des plus gros bastions du Parti démocrate en Virginie-Occidentale, ne votant pour un candidat républicain à l'élection présidentielle qu'à 3 reprises (1908, 1928 et 1972) dans les 110 années qui ont suivi sa création. Cependant depuis le milieu de la décennie 2000, le comté a largement délaissé le vote démocrate en raison d'une importante désyndicalisation et de divergences croissantes avec l'orientation prise par le parti ces dernières années. 
| Élection | Démocrates | Républicains | Autres  |
| -------- | ---------- | ------------ | ------- |
| 1912     | 42,05 %    | 36,01 %      | 21,94 % |
| 1916     | 52,54 %    | 47,25 %      | 0,21 %  |
| 1920     | 55,40 %    | 44,60 %      | 0,00 %  |
| 1924     | 47,99 %    | 42,06 %      | 9,95 %  |
| 1928     | 49,53 %    | 50,28 %      | 0,19 %  |
| 1932     | 52,46 %    | 47,28 %      | 0,26 %  |
| 1936     | 66,09 %    | 33,82 %      | 0,09 %  |
| 1940     | 66,80 %    | 33,20 %      |         |
| 1944     | 66,97 %    | 33,03 %      |         |
| 1948     | 67,76 %    | 32,02 %      | 0,22 %  |
| 1952     | 65,23 %    | 34,77 %      |         |
| 1956     | 55,85 %    | 44,15 %      |         |
| 1960     | 69,66 %    | 30,34 %      |         |
| 1964     | 79,55 %    | 20,45 %      |         |
| 1968     | 62,89 %    | 28,90 %      | 8,21 %  |
| 1972     | 57,27 %    | 42,73 %      |         |
| 1976     | 74,20 %    | 25,80 %      |         |
| 1980     | 70,24 %    | 27,98 %      | 1,78 %  |
| 1984     | 66,28 %    | 33,59 %      | 0,13 %  |
| 1988     | 71,78 %    | 27,98 %      | 0,24 %  |
| 1992     | 67,52 %    | 23,77 %      | 8,71 %  |
| 1996     | 69,74 %    | 20,50 %      | 9,76 %  |
| 2000     | 60,23 %    | 38,50 %      | 1,27 %  |
| 2004     | 56,22 %    | 43,21 %      | 0,57 %  |
| 2008     | 42,12 %    | 53,91 %      | 3,97 %  |
| 2012     | 27,50 %    | 70,11 %      | 2,39 %  |
| 2016     | 14,40 %    | 83,19 %      | 2,41 %  |
| 2020     | 13,94 %    | 85,25 %      | 0,81 %  |